# Greg Clark
Gregory David (Greg) Clark (Middlesbrough, Engeland, 28 augustus 1967) is een Brits politicus van de Conservative Party.
Clark was tussen 2010 en 2019 bewindspersoon gedurende gehele kabinetsperiodes van de kabinetten-Cameron I (2010–2015), Cameron II (2015–2016), May I (2016–2017) en May II (2017–2019). Clark is lid van het Lagerhuis voor Tunbridge Wells sinds 2010.
Clark studeerde aan de London School of Economics en studeerde af met een Doctor of Philosophy in bedrijfseconomie. Clark werkte als een organisatieadviseur voor de Boston Consulting Group van 1992 tot 1996 en als politiek adviseur voor politicus Ian Lang van 1996 tot 1997 als bedrijfseconoom voor de British Broadcasting Corporation (BBC) van 1997 tot 2005 en als financieel adviseur voor de Conservative Party van 2001 tot 2005.
- Library of Congress Control Number: nb2016025743
- Virtual International Authority File: 4507148451580315970007
- WorldCat: E39PBJp66FPF3hThPFpr9GVpyd